# 新広西派

中国の軍閥時代（1925年）の各地の軍閥割拠図。図上の西語の凡例左列は中国国民党（広州国民政府）とその同盟関係にある軍閥。が新広西派の支配地域

新広西派（しんこうせいは、もしくは新桂系）は、中華民国時代における南方軍閥の1つ。広西派は陸栄廷らが率いた旧広西派と、李宗仁、白崇禧などが率いた新広西派に分けられる。

## 新広西派の成立と北伐
旧広西派は両広戦争で孫文、陳炯明、および雲南派に敗れ消滅し、李宗仁、白崇禧らの新広西派が成立した。新広西派は広西省を統一し、広東国民政府と共同して、桂軍は第7軍を改編して国民革命軍になった。1927年、第7軍の一旅団を率い北上、北洋軍閥を攻撃中の唐生智を支援して、北伐を行うことに助力した。
1926年7月、北伐が開始され、新広西派の第7軍主力部隊が湖南と湖北に北上する。汀泗橋、賀勝橋の戦役の後で、北閥軍の主力、主に国民革命軍の第4軍および第7軍で、北洋軍閥の呉佩孚の主力を消滅させ、武昌を包囲した後、9月、第7軍は江西省で戦い、徳安戦役などの戦闘を経て、軍閥の孫伝芳の主力部隊を撃破して、江西を制圧した。
1927年初めまで、第7軍は江南に転戦して、安慶、江南、両湖は、国民政府の掌握下に入った。この第7軍の功績にかんがみて、国民革命軍の第7軍は民間と政府に「鋼の7軍」と宣伝され、同時の国民革命軍の第4軍も「鉄の4軍」と宣伝された。
1927年4月12日、蔣介石が上海クーデターを起こし、共産党員と国民党左派を処刑したのと同時に、新広西派でも大量の国民党左派と共産党員の処刑を執行し（彼らはこれを「清党」と呼称した）、共産党の恨みを買った。武漢の汪兆銘は依然として孫文の容共政策を継続し、蔣介石の国民党党籍剥奪とすべての職務からの除名を宣言したため、南京国民政府と武漢国民政府の2つの国民政府が現れてしまったが（寧漢分裂）、すぐに汪兆銘の武漢国民政府も清党を行い、第一次国共合作は終焉した。
8月、蔣介石の譲歩で南京国民政府と武漢国民政府の合併が成立し（寧漢合併）、第7軍はまた竜潭戦役の中で侵略してくる孫伝芳の部隊を打ち破った。竜潭の戦いでの孫伝芳の部隊の損害は甚大で、以降孫伝芳は中国の政治界から姿を消した。

### 寧漢戦争と勢力拡大
9月、新広西派は唐生智と政治権力を奪い合うために「唐代の戦い」が勃発し、寧漢戦争になった。唐生智は敗れ、彼の軍は桂軍に取り込まれた。新広西派の勢力は広西から両湖までへ広げ、さらに広東政府主席の李済深を取り入れ、広東省も新広西派の勢力下に入った。
1928年4月、李宗仁は国民政府第4集団軍総司令官兼武漢政治分会主席を任命され、第4集団軍は桂軍直系部隊と元唐生智の両湖部隊で構成され、兵力約20万を保有した。
1928年、国民党は蔣介石、閻錫山、馮玉祥、李宗仁は共同で北伐し（第2次北伐）、奉天派の張作霖を主とする北方の各軍閥に進撃した。国民革命軍は河北、河南を攻撃占領し、6月4日、敗北した張作霖は北京を脱出、関東軍は張作霖を爆殺した。息子の張学良は日本の圧力を顧みないで、奉天派の国民政府への従属を宣言し（易幟）、形式上は国民政府が全国統一を果たした。そして新広西派の勢力権は河南、河北まで広がった。

## 蔣桂戦争から両広事変まで
1929年、蔣介石と新広西派は国民政府の指導権を奪い合って蔣桂戦争が勃発した。河北の桂軍は元唐生智の軍であったため、蔣介石は唐生智の影響力を利用して河北の桂軍の瓦解に追い込み、白崇禧は単独で河北から逃亡した。さらに湖北では、新広西派内部の矛盾を利用し、元新広西派の李明瑞を使い、兪作柏を裏切らせた。最後に、蔣介石は各方面の政治勢力や軍閥と共同して広西を包囲攻撃し、桂軍は各地で打ち破られた。李宗仁、白崇禧などの新広西派の人物は国外に逃亡し、新広西派は甚大な損害を受けた。
蔣介石は元新広西派の兪作柏、李明瑞に広西省を統治する様に任命したが、実は2人とも政治的身分は左翼で、親共に転じ、広西省で鄧小平、陳豪人などの共産党員を取り入れて活動を行いだした。蔣介石は1929年10月に2人の部隊を破り、兪作柏は香港に、鄧小平は上海へ逃亡、李明瑞は陳豪人、張雲逸、兪作豫などと潜伏し、そして機会に乗じて百色と竜州で武装蜂起を行い（百色武装蜂起と竜州武装蜂起）、左右江根據地で紅7軍と紅8軍を創立した。李宗仁、白崇禧などは広西の情勢が混乱状態になると広西に戻り、一部を掌握した。蔣介石は広東軍に広西に進撃するように命じたが、新広西派は張発奎の軍に連絡して先に広東に進撃し、桂張攻粤の戦いが勃発、激戦となった。結局蔣介石が広東首領の胡漢民を拘束し、事態は終息した。
1930年、新広西派が左右江根據地に進撃し、紅7軍と紅8軍を打ち破ると、紅8軍は紅7軍に編入された。紅7軍は広西からも離れて、中央の革命根拠地に向かったため、以後の広西の境界内の共産党の活動は次第に低迷し始め、やがて広西からは共産党の勢力が一掃された。あとで、新広西派は中原大戦に参加したが、新広西派、西北派、山西派の三大軍閥はすべて蔣介石に破れた。蔣介石は徹底的に国民党内部の派閥を弱め、国民政府の実権を掌握し、蔣介石の勢力は中国内の最大勢力になった。以後、蔣介石は国民政府内中央の名義を獲得して、その直系部隊は中央軍と称された。
しかし、新広西派は黄紹竑を新広西派を裏切らないと李宗仁に対し約束させ、白崇禧の理解の下、蔣介石の国民政府に送った。そして新広西派は李白黄の3人の体系の確立した。黄紹竑は蔣介石の元で働く事を受け入れたが、新広西派内においては実質失脚した。それ以後、新広西派は内部の黄旭初が次第に黄紹竑の後継者の地位を得て、李白黄後の体制を安定させた。

### 安定期
1932年から1936年まで、新広西派は広西省を統治し、広西省の境界内の匪賊による被害の軽減、自警団の制度を改善して、広西の治安を好転させ、予備役をも募集し桂軍を強化した。新広西派の政策は広西省の近代化が立ち後れた地域を次第に発展させ、その主要な政策は三自と三寓政策と呼ばれた。 だが同時に新広西派はアヘン売買をし、収入を増加させていた。また、広西省境界内の共産党をはじめとする左派政治勢力と共に、金秀瑶変の最中、大量のヤオ族の住民を殺害し、また左右江根據地に対して中国共産党が行なったチワン族とミャオ族の迫害を支持した。
新広西派は剿共作戦において蔣介石の中央軍への協力を拒否する一方、共産党の紅軍に対しては、礼節を保ちつつ地域外に実質追放（礼送出境）する戦略をとり、自らの広西省支配を恒久的なものにするため、紅軍、蔣介石の中央軍、その他軍閥いずれの部隊に対しても自領域への進入を許さなかった。新広西派は湘江戦役の際に軍を出動させ紅軍の少共国際師を側面攻撃した例を除き、長征期間中を通して紅軍と大きな戦闘を行わなかった。また新広西派は紅軍を追跡して広西省領内に侵入した中央軍の一部を武装解除させ、蔣介石から広西省に進入しないとの言質をとった後ようやくこの部隊の武装を返却した。新広西派はまた紅軍が境界線を通過した後三千捕虜という記録映画を撮影し、政治宣伝とした。

### 両広事変
1936年、新広西派は広州国民政府の陳済棠と共同で、両広事変を勃発させた。しかし台湾の史学界は両広事変に対して異なった評価を下している。両広の軍閥はこの事件は日本軍の中国侵略への抵抗の象徴だとして、日本に融和的政策を取る蔣介石に抵抗したとしている。なぜなら両広の軍閥の首領はすべて民族主義者で、満州事変以来事あるごとに日本軍は中国を侵略し決して妥協することなく、しかも最終的には戦争になって中国は日本に敗北すると声明したため、両広事変が愛国的行為だと考える事も出来ると言うのだ。
しかし同時に両広の軍閥が日本の軍事物資の援助を受け入れたことを指摘している資料もあり、それを兵力増強に用いて、蔣介石に抵抗していた事は、日本の軍事物資の援助を受け入れることで両広の軍閥は日本と協定を結び、戦後中国の主権を自分達が握ろうとしていたとするものもある。
両広事変の中で、広東軍閥は陳済棠の部下の余漢謀などが蔣介石に買収され離反し、結果は失敗に終わった。さらに蔣介石が部隊に移動し、広西への進撃準備をしたため、新広西派は自警団の制度を利用し、20万の兵力を一斉動員した。しかし人民は両勢力の激突を望んでおらず、各方面の勢力の仲介で、新広西派は蔣介石が中華民国の指導者であることを認める事、さらに日中が軍事衝突した場合は出兵し、蔣介石への協力を約束、その見返りに蔣介石は新広西派の広西省統治を認める事で合意に達し、両広事変は解決した。

## 日中戦争時
1937年、日中戦争が勃発。新広西派は部隊を直ちに北上する国民革命軍の第11集団軍、第21集団軍に合流させ、日中戦争に参戦した。新広西派は他にも上海での戦闘、淮河戦役に参加した。上海での戦闘中に、初めて近代的な日本の軍隊と戦ったため、新広西派の損失は非常に大きく、止む無く江蘇省北部まで後退し、部隊を休息させた。李宗仁は第5戦区の司令長官を担当し、淮河流域や、山東南部を担当した。後に、新広西派は部隊を江蘇省北部で淮河戦役に参加させたが、李宗仁は新広西派の兵力を温存してるとする史料もあり、主力はすべて第5戦区が管轄する江蘇、山東地方の軍隊と西北派の軍が行い、新広西派は日本軍と決して大規模戦闘を行わなかった。
日中戦争で李宗仁、白崇禧が参加した戦闘は徐州戦役、武漢会戦、随棗戦役、桂南会戦、豫湘桂戦役などがある。新広西派は第31軍を 台児荘会戦に参加して戦った。台児荘会戦中、李宗仁は前線の戦闘に自ら臨み、中央軍湯恩伯の軍団を指揮して南下させ日本軍を側面攻撃、台児荘会戦の国民革命軍の勝利に直接の貢献した。
新広西派部隊は長期にわたり安徽大別山区に駐留し、後方で遊撃を行い戦った。しかし桂軍は日中戦争の後期の立煌戦役の最中、日本軍に立煌（現在の安徽省六安市金寨県）に攻め入られて、損害を被ったりもしたが、桂南会戦中の桂軍と広西地方の自警団は一定の実力を発揮した。
1945年の豫湘桂戦役中、新広西派内部は部隊保持の戦略思想と、広西省に桂軍を十分駐留させていなかったため、日本軍の侵入に対しては有効な反撃をすることができなかった。日本軍は桂州と柳州を順に攻略するという計画を立てた。ところが、進撃開始後、第11軍は独断で桂州と柳州に同時侵攻し、方面軍の指導を無視して11月10日までに容易に双方を占領した。日本軍は柳州付近での中国軍との決戦を想定していたが、中国側主力は戦闘を回避して後退していた。日本軍は補給線が伸びきり自動車用の燃料が不足したために、これ以上の追撃は不可能だった。この頃になると日本軍の食糧不足は深刻となり、小銃などの武器弾薬も不足し補充兵だけが送られてくる状況だった。

## 国共内戦以降
1945年の日中戦争勝利後、安徽省の新広西派駐留部隊と共産党の人民解放軍との間で戦闘が発生した。中国人民解放軍の第2野戦軍が「千里躍進大別山」作戦で進撃を行った後、国民政府の中央軍、雲南の滇軍、広西の桂軍、広東の粤軍などの部隊は、解放軍と何度も戦った。解放軍は強力な中央軍や桂軍との戦闘を避け、脆弱な粤軍、滇軍に攻撃を集中させ、国民政府の大別山地区進撃を何度も失敗させた。解放軍が勢力を増すに従い、中原の国民革命軍は次第に勢力を失い、新広西派は部隊を安徽省から撤退させた。
1947年、李宗仁は中華民国副総統となり、白崇禧は華中剿総司令官に任命され、30万近くの部隊を指揮した。
1948年冬、三大戦役（遼瀋戦役、淮海戦役、平津戦役）の後、蔣介石の中央軍は深刻な打撃を受け、新広西派は国民党内における最大勢力となった。李宗仁はこの機会に乗じて蔣介石の権力を弱め、中華民国総統代行の身分で共産党と交渉を展開した。だが、この時中国共産党はすでに長江以北の大部分を制圧し、百数万の兵力を武漢から上海長江北岸まで配備した上で総攻撃の準備をしていたため、まもなく交渉は決裂した。その後、中国人民解放軍は渡江戦役を開始し、国民政府の長江防御線は崩壊した。その半年後、江南地域は人民解放軍に占領された。
それでも、白崇禧の指揮が功を奏し、湖北、湖南での解放軍は、桂軍の主力を壊滅させる事は出来なかった。だが桂軍は国民軍の将校陳明仁が共産党に寝返った際、陳明仁の部隊に攻撃され、五万近くの損害を受けた。湘南の青樹坪も、解放軍第4野戦軍を闇雲に進撃させ、桂軍の主力軍に遭って包囲攻撃され、三千人の損害を受けた。

### 新広西派の滅亡
1949年10月、解放軍第4野戦軍は偶発的に戦機を捉え、衡宝戦役を始めた。この戦いは桂軍の主力部隊第7軍とその他の部隊の約五万人を敗北させ、白崇禧指揮の桂軍は広西に退却した。後に第4野戦軍は長距離追撃し、第2野戦軍、第1野戦軍と共同で雷州半島、貴州などの桂軍を包囲した。 やがて広西省に進攻し、桂軍十数万の部隊を消滅させた。新広西派の要人達は衡宝戦役の後、以下のような道をたどった。首領の李宗仁は、今の状況に失望し、米国に亡命。白崇禧は中国人民解放軍が広西を占領する前に、台湾に脱出。黄紹竑は中国国民党革命委員会に参加し、共産党の開催する中国人民政治協商会議に参加して、中国共産党に投降した。黄旭初は香港に向い、国民党でも共産党でもない「第三勢力」を組織して活動を行ったが、大した成果を挙げなかった。
新広西派の残党は、中華人民共和国政府の活動に抵抗し、その抵抗は1950年代中期まで続いたが、すべて失敗に終わった。その中、新広西派の北伐期に有名になった鍾祖培が、中華人民共和国に抵抗する暴動を起こし、恭城で抵抗した際、恭城に深刻な破壊をもたらした。暴動が中国人民解放軍に鎮圧された後、鍾祖培は銃殺刑の判決を下された。各地の抵抗の活動が次第に鎮圧されると、広西省はほぼ中華人民共和国政府の掌握下に入った。
中国人民解放軍が広西省を占領した後で、約五万の桂軍が東南アジアのベトナム、ミャンマーなどに越境して脱出し、台湾の中華民国国民政府へ組み込まれた。

### その後
李宗仁は長期にわたり米国に居留し、程思遠などの元で1965年7月18日に中国大陸に戻ったが、政治活動は参与せず、病気で1969年に逝去した。白崇禧は台湾中華民国国民政府へ移り、1966年12月2日に心臓病で死亡した。黄紹竑は反右派闘争による迫害で1966年8月31日に自殺したが、その後中国国民党革命員会は1982年に中国政府により名誉回復がなされた。黄旭初は1975年11月19日に香港で病死した。